# Openthalt
Openthalt  (en allemand : Obenthalt) est une localité de la commune luxembourgeoise de Helperknapp située dans le canton de Mersch.